# ビースト・イン・ブラック
ビースト・イン・ブラック（BEAST IN BLACK）は、2015年に元バトル・ビーストのアントン・カバネンによって結成されたフィンランドのパワーメタル・バンド。
バトル・ビースト時代と同じく、アントンが大ファンである三浦建太郎の漫画『ベルセルク』から大きく影響を受けており、曲名や歌詞に同作品に関連する内容がみられる。

## 経歴
2015年、解雇同然の状態でバトル・ビーストを脱退したアントン・カバネン(g)が、旧友で元U.D.O.のカスペリ・ヘイッキネン(g)、元ブリュミルのサミ・ハンニネン(Dr)、元ウィズダムのマテ・モルナール(b)、元ウォードラムのヤニス・パパドプロス(Vo)によって結成。同年11月13日 ナイトウィッシュのサポート・アクトとして、初のショウを行う。
2016年7月 フィンランドの「トゥスカ・フェスティバル」に出演。
2017年11月 ニュークリア・ブラストと契約し、1stアルバム『バーサーカー』を発表。母国フィンランドのチャートで7位を獲得。
2018年2月 サミ・ハンニネンの脱退がアナウンスされ、後任にアッテ・パロカンガスが加入。同年5月 「SUOMI FEAST 2018」で来日公演を行う。
2019年2月 2ndアルバム『フロム・ヘル・ウィズ・ラヴ』を発表。同年5月 「SUOMI FEAST 2019」で2度目、同年9月「METAL WEEKEND 2019」で3度目の来日公演を行う。
2021年10月3rdアルバム『ダーク・コネクション』を発表。
2023年5月 初の来日単独公演「Two Nights in Tokyo 2023」（5/15 渋谷クラブクアトロ・5/16 新宿BLAZE）を開催。公演タイトルは3rdアルバムの収録曲『One Night In Tokyo』に掛けている。
2024年5月 「Two Nights for Love 2024」（5/22・23　Zepp Shinjuku）を開催。※オープニングアクトTurmion Kätilöt
2024年12月　EP『パワー・オブ・ザ・ビースト』を日本盤限定で発表。ユーロビート調のタイトル曲に加え、2024年東京公演の楽曲3曲を収録。

## メンバー

### 現ラインナップ
- ヤニス・パパドプロス (Yannis Papadopoulos) - ヴォーカル (2015- )
ギリシャ出身。クロスウィンド、アンティル・レイン、ウォードラムなどでも活動。
- アントン・カバネン (Anton Kabanen) - ギター/コーラス (2015- )
バトル・ビーストで活動していたが解雇された。解雇後、ビースト・イン・ブラックを結成し、加えてウィズダムにも加入していた（2018年に解散）。
- カスペリ・ヘイッキネン (Kasperi Heikkinen) - ギター (2015- )
U.D.O.、アンベリアン・ドーン、コンクエスト、マージング・フレア、エレニウムなどでも活動。
- マテ・モルナール (Mate Molnar) - ベース/コーラス (2015- )
ハンガリー出身。ウィズダムでも活動。
- アッテ・パロカンガス (Atte Palokangas) - ドラムス (2018- )
サンダーストーン、ビフォア・ザ・ドーン、アゴナイザー、アマング・ザ・プレイでも活動。

### 元メンバー
- サミ・ハンニネン(Sami Hänninen) - ドラムス (2015-2018)
ブリュミルでも活動。

## ディスコグラフィー

### スタジオ・アルバム
- 2017年 バーサーカー (Berserker)
- 2019年 フロム・ヘル・ウィズ・ラヴ (From Hell with Love)
- 2021年 ダーク・コネクション (Dark Connection)

### EP
- 2024年 パワー・オブ・ザ・ビースト (Power Of The Beast)　※日本盤限定